# ギャヴィン・ロザリー
ギャビン・ロザリー（英: Gavin Rothery、生年不詳）は、イギリスの脚本家、映画監督、デザイナーである。

## 人物
2020年のSF映画「アーカイブ」の脚本・監督を務め、2009年の映画「月に囚われた男」のコンセプトアート、グラフィックデザインの責任者を務めた。